# Bikes Not Bombs
Bikes Not Bombs (« des vélos, pas des bombes ») est un projet basé à Boston, qui recycle des bicyclettes données, forme des jeunes à réparer leurs propres vélos et à devenir des mécaniciens employables et envoie des milliers de vélos remis à neuf à des communautés dans des pays comme l'Afrique du Sud, le Ghana et le Guatemala chaque année depuis 1984. Ces vélos ne sont pas dispersés n'importe où, mais sont utilisés pour créer des magasins de vélos là où il n'y en avait pas, en utilisant les conteneurs offerts comme bâtiment pour le magasin et en envoyant des formateurs qui restent plusieurs mois pour établir une organisation locale solide. BNB a aussi chargé des conteneurs de fournitures médicales et de reconstruction dans des zones détruites par des cyclones comme Mitch ou Katrina, accompagnés de volontaires.

« Mission de l'association :

Une paix durable et la justice sociale demandent une utilisation équitable et soutenable des ressources. BNB fournit une éducation fondée sur la communauté et assiste des projets de développement par des bicyclettes recyclées, les technologies qui s'y rapportent et une assistance technique, comme option alternative au militarisme, à la surconsommation et à l'inégalité qui engendre la guerre et la destruction de l'environnement. Notre organisation participe à un mouvement mondial pour la paix et à veiller de manière responsable sur la terre. »

Un système mis en place par BNB s'appelle Earn-A-Bike (« gagne un vélo »), par lequel des jeunes peuvent construire et devenir propriétaires de leur vélo en échange d'heures de volontariat au service du projet BNB. Un manuel de formation est disponible en ligne, qui est largement utilisé par d'autres groupes.
Il n'y a pas à ce jour d'organisation européenne équivalente, qui promeut le vélo comme moyen d'allier développement économique et développement durable.